# کبریت میان
کیان دشت روستایی از توابع بخش محمدیه شهرستان البرز در استان قزوین ایران است.

## جمعیت
این روستا در دهستان حصار خروان قرار دارد و براساس سرشماری مرکز آمار ایران در سال ۱۳۸۵، جمعیت آن ۹۴ نفر (۳۳خانوار) بوده‌است.

## زبان
مردم روستا از اقوام تات‌زبان هستند.